# 두현저수지
두현저수지는 울산광역시 울주군 청량읍 문죽리에 위치한 대한민국의 저수지이며, 외황강에 위치하고 있다. 2009년 7월 29일 이 저수지에서 100여m 떨어져 있는 공터에 의료폐기물을 무단투기하는 등 빈병을 처리하는 업자에게 떠맡긴 병원 2곳이 경찰에 적발되었다.